# Joan de Madrenas
Joan de Madrenas fou militar català durant la Guerra de Successió Espanyola.
Madrenas començà la seva carrera militar amb el grau de tinent coronel al regiment d'infanteria d'alemanys de Gabriel Kaulbars i Friedrich Shover. El 1713, amb l'evacuació de les tropes aliades i la formació de l'Exèrcit de Catalunya, Madrenas passà a ser el coronel del regiment de Sant Narcís, que enquadrà la tropa alemanya del regiment Kaulbars que va romandre a Catalunya per continuar la lluita.
Durant el setge de Barcelona, Madrenas dirigí la defensa del reducte de la Creu de Sant Francesc i participà activament en la batalla de l'11 de setembre. Madrenas fou el responsable de la defensa i fortificació del monestir de Sant Pere de les Puel·les, on hi hagué durs combats durant la jornada de l'11 de setembre.
Capitulada Barcelona, Madrenas obtingué passaport i marxà cap a Gènova, per passar després a Nàpols. El 1715 fou nomenat governador de Catània. El 1712 es té constància que viatjà al Tirol. Fins a la seva mort probable al decenni de 1740, Madrenas serví als exèrcits imperials de l'Emperador d'Àustria.
El seu fill rebé el títol nobiliari de comte i fou conegut com a Johann Graf von Madrenas. Com el seu pare, feu carrera militar a l'exèrcit imperial austríac.